# Mahmutlar, Yahşihan
Mahmutlar là một xã thuộc huyện Yahşihan, tỉnh Kırıkkale, Thổ Nhĩ Kỳ. Dân số thời điểm năm 2010 là 343 người.